# 四重渓温泉

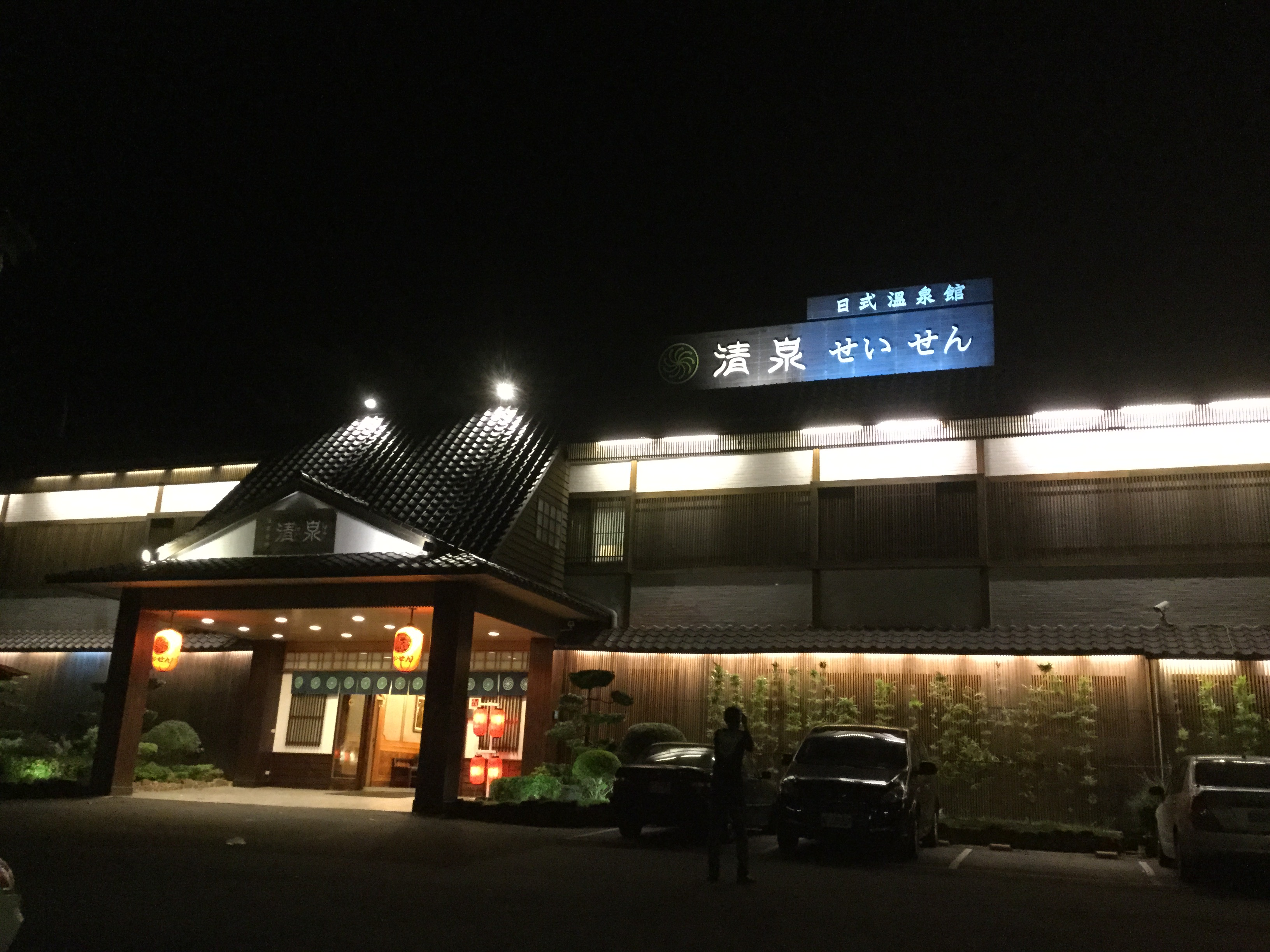
四重渓温泉清泉日式温泉館

四重渓温泉（しじゅうけい-おんせん）は屏東県車城郷に位置する温泉。台湾四大名湯のひとつである。

## 概要
日本統治時代に開発された温泉で、昭和天皇弟の高松宮宣仁親王がハネムーンに訪れて一躍有名になった。

## 泉質
アルカリ性炭酸泉で、泉温は最高で約60度、pH7.62。